# Banditterne
Banditterne (originaltitel The Spoilers) er en amerikansk stumfilm fra 1923 af Lambert Hillyer.

## Medvirkende
- Milton Sills som Roy Glennister
- Anna Q. Nilsson som Cherry Malotte
- Barbara Bedford som Helen Chester
- Robert Edeson som Joe Dextry
- Ford Sterling som Slapjack Simms
- Wallace MacDonald som Broncho Kid